# Саноцкий, Игорь Владимирович
Игорь Владимирович Саноцкий (1922—2013) — советский учёный и педагог, в области токсикологии, доктор медицинских наук, профессор, член-корреспондент АМН СССР (1986). Один из основоположников отечественной токсикологии.

## Биография
Родился 29 ноября 1922 года в Москве в семье В. А. Саноцкого.
С 1941 по 1945 год был участником Великой Отечественной войны. С 1945 по 1950 год обучался в Военно-морской медицинской академии имени С. М. Кирова. С 1950 по 1953 год обучался в аспирантуре НИИ медицины труда АМН СССР.
С 1953 по 2013 год на научно-исследовательской работе в НИИ медицины труда АМН СССР — РАМН и более шестидесяти лет он являлся — руководителем отдела токсикологии и профессором этого института. Под руководством И. В. Саноцкого и его отдела были предложены методы дифференцирования состояния напряжения физиологической адаптации, были формализованы критерии вредности действия химикатов, были обоснованы новые биологические маркеры реальной и потенциальной опасности ядов.

### Научно-педагогическая деятельность и вклад в науку
Основная научно-педагогическая деятельность И. В. Саноцкого была связана с вопросами в области токсикометрии, частной и общей токсикологии, химической безопасности, занимался исследованиями проблемы прогнозирования хронических эффектов в краткосрочных экспериментах, а так же теории и практики гигиенического нормирования химических веществ в окружающей среде. Он одним из первых в Советском Союзе оценил опасность отдалённых последствий интоксикации химическим веществами промышленности и разработал методологию регламентирования содержания таких ядовитых веществ в воздухе рабочей зоны промышленного предприятия.
И. В. Саноцкий являлся — председателем подкомиссии «Профессиональные риски и здоровье работающих при воздействии химического фактора и промышленных аэрозолей» Научного совета по медико-экологическим проблемам здоровья работающих РАМН, являлся — экспертом и советником таких международных организаций как: Программе ООН по окружающей среде (англ. UNEP, United Nations Environment Programme), Всемирной организации здравоохранения (англ. World Health Organization, WHO), Международной организации труда (англ. International Labour Organization, ILO).
В 1955 году защитил кандидатскую диссертацию по теме: «Действие разных доз радиотория на размножение», в 1966 году защитил диссертацию на соискание учёной степени доктор медицинских наук по теме: «Экспериментальные основы патологии, профилактики и терапии отравлений диметилгидразином (несимметричным) и некоторыми родственными веществами», в 1967 году ему была присвоена учёная звание профессора. В 1986 году он был избран член-корреспондентом АМН СССР. Под руководством И. В. Саноцкого было написано более четырёхсот научных работ, в том числе тридцати монографий, им было подготовлено более семидесяти докторов и кандидатов наук. Он являлся членом редакционной коллегии научно-медицинских журналов «Прикладная токсикология» и «Токсикологический вестник».
Скончался 28 ноября 2013 года в Москве, похоронен в родовой могиле на Введенском кладбище (13 участок).

## Награды
- Орден Дружбы народов
- Медаль «За победу над Германией в Великой Отечественной войне 1941—1945 гг.»
- Медаль «В память 800-летия Москвы»